# Alberto Aquilani
Alberto Aquilani (født 7. juli 1984) er en italiensk fodboldspiller der spiller i Las Palmas. Tidligere har han repræsenteret blandt andet Milan, Roma, Juventus og Liverpool.
Aquilani spiller som central midtbanespiller.